# Apera
Genre
Synonymes
- Anemagrostis  Trin.

Apera est un genre de plantes monocotylédones de la famille des Poaceae, sous-famille des Pooideae, originaire d'Eurasie, comprenant cinq espèces.

## Taxinomie
Le genre Apera fut décrit par le botaniste français, Michel Adanson, et publié dans son Familles des Plantes 2: 495. en 1763.
L'espèce-type est Apera spica-venti.
Étymologie
Le nom générique Apera dériverait d'une racine grecque peros  (mutilé) précédée du préfixe -a (privatif), en référence à l'épillet semblable à ceux du genre Calamagrostis, mais qui compte souvent deux fleurons et est donc moins réduit que ceux-ci, ce qui permit à Michel Adanson de distinguer ce genre. Une autre hypothèse serait que Michel Adanson aurait choisi un nom sans signification particulière pour des raisons d'euphonie.

## Liste d'espèces
Selon The Plant List (6 novembre 2017) :
- Apera baytopiana Dogan
- Apera intermedia Hack.
- Apera interrupta (L.) P.Beauv.
- Apera spica-venti (L.) P.Beauv.
- Apera triaristata Dogan